# Смычка (станция)
Смы́чка — крупная железнодорожная станция Нижнетагильского региона Свердловской железной дороги, расположенная в Тагилстроевском районе города Нижнего Тагила Свердловской области.
Вторая по величине и объёму отгруженных товаров грузовая железнодорожная станция Свердловской области,(после станции Екатеринбург-Сортировочный в областном центре, и крупнейшая железнодорожная станция в Нижнем Тагиле. Это преимущественно грузовая станция, однако также служит северным пассажирским железнодорожным порталом города. На Смычке находится второй большой железнодорожный пассажирский вокзал Нижнего Тагила. Вокзал находится возле одноимённого жилого микрорайона города. Станция разделяет жилые микрорайоны Смычку и Красный Камень. В границах станции Смычка находится также остановочный пункт Депо, платформы которого расположены в районе локомотивного депо ТЧЭ-1 в нечётном направлении и вагонного депо ВЧДЭ-11 в чётном направлении.

## История
В 1932 году на месте трёхпутного разъезда 358 км было начато строительство сортировочной станции Смычка. Решение Совнаркома СССР о строительстве было принято в связи с возросшим грузопотоком со стороны местных металлургических заводов.
В 1933 году, в октябрьские праздники станция была торжественно принята в эксплуатацию.
В 1934 году был принят в эксплуатацию парк «Б» (7 путей).
В 1935 году станция была электрифицирована постоянным током в составе участка Свердловск — Гороблагодатская.
В 1936 году были построены ещё 12 сортировочных путей и открыт приёмоотправочный парк «В».
К началу Великой Отечественной войны на станции было уже 32 пути и действующая сортировочная горка.
В начале 70-х годов XX века для доставки документов на горке появилась линия пневмопочты.

## Инфраструктура
Станция состоит из двух приёмоотправочных парков «Б» и «В», расположенных по обе стороны сортировочного парка «С», имеющего 42 пути. Сортировочная горка и парк «А» расположены со стороны чётного подхода. Для приёма пассажирских поездов имеются две низкие пассажирские платформы, расположенные у крайних боковых путей парков «Б» и «В» по разные стороны станции и принимающие поезда только одного направления. Пассажирские поезда, следующие из Нижнего Тагила принимаются на ближайший к зданию вокзала 1 путь парка «Б», а следующие в обратном направлении к Нижнему Тагилу — на крайний боковой 1 путь парка «В» со стороны Восточной улицы в микрорайоне Красный Камень, у которого расположена низкая изогнутая платформа чётного направления, имеющая отдельный кассовый павильон с навесом. Пассажирские платформы нечётного и чётного направления разделены большим количеством станционных путей и не связаны между собой никакими пешеходными сооружениями, ввиду чего прямой проход между ними запрещён. Ближайший пешеходный пупровод через станционные пути, расположенный в районе сортировочной горки, находится на относительном удалении около 1 км от пассажирских платформ станции Смычка и имеет непосредственный выход к соседней платформе Депо чётного направления.
Сортировочная горка была построена в 1938 году. Она имеет высоту 2,7 м и пропускает около 2000 вагонов в сутки. В подгорочном парке расположено 47 автоматических стрелочных переводов, которыми управляют 6 стрелочных постов.
Примечателен факт использования на горке пневмопочты: для доставки документов используется целых пять линий.
К станции примыкают пути крупных промышленных предприятий, таких как ПАО «Нижнетагильский металлургический комбинат», ПАО «Высокогорский горнообогатительный комбинат», а также АО «Нижнетагильское предприятие по поставкам металлопродукции» (Нижнетагильская металлобаза).
Станция Смычка соединена с передаточными станциями: Восточная, Заводская, Западная, Площадка и Промышленная.
В соответствии со своим названием, станция Смычка через сеть сортировочных и подъездных путей смыкается с промышленными передаточными станциями: Заводской, Западной (НТМК) и Площадкой (ВГОК). Всего на станции 59 путей, из которых 42 — сортировочные.

## Вокзал
Вокзал Смычка — второй железнодорожный вокзал Нижнего Тагила. Вокзал находится в жилом районе Смычка. Современное здание вокзала было построено в 2003 году.
Здание вокзала кирпичное четырёхэтажное, имеет высокий цокольный этаж. Со стороны города и со стороны посадочной платформы расположены входы с лестницами. Крыльцо со стороны поездов оборудовано двумя чугунными фонарями классического европейского типа, которые стоят на кирпичных выступах по обе стороны от лестницы, ведущей на вокзал. Внутри вокзала имеются три пассажирских терминала, один из которых постоянно закрыт, две билетные кассы. Для пассажиров оборудована только центральная часть вокзала и лишь на первых двух этажах, остальная часть — закрытые от посторонних административные помещения.
Также в границах станции Смычка расположена платформа Депо.

## Пассажирское сообщение
На станции останавливаются электропоезда, курсирующие из Нижнего Тагила в направлении станции Гороблагодатская, на Чусовскую, Качканар, Нижнюю Туру, Верхотурье, Серов, а также на направлении Нижний Тагил — Алапаевск, отклоняющемуся здесь, в районе остановочного пункта Депо, на восток от главного хода исторической Уральской Горнозаводской железной дороги. Имевшиеся ранее остановки некоторых пассажирских поездов дальнего и местного сообщения по состоянию на 2016 год отменены, посадка на данные поезда осуществляется только  на вокзале станции Нижний Тагил.

## Галерея
|  |  |